# Collegno
Collegno (piemontès Colegn) és un municipi italià, situat a la regió del Piemont i a la ciutat metropolitana de Torí. L'any 2007 tenia 50.054 habitants. Limita amb els municipis d'Alpignano, Druento, Grugliasco, Pianezza, Rivoli, Torí i Venaria Reale.

## Administració
| Període | Identitat         | Partit         |
| ------- | ----------------- | -------------- |
| 2004-   | Silvana Accossato | Centreesquerra |